# Филип-Шарл Шмерлинг
Филип-Шарл Шмерлинг (фр. Philippe-Charles Schmerling; 1790 – 1836) је био белгијски лекар и праисторичар, који је познат по открићу фосилних остатака неандерталског човека. Први је открио лобању бића које је припадало неандерталцу, у долини Енже, у Валонији, у Белгији, 1829. године. Ово је прво отркиће остатака неандерталаца, пре званичног у долини реке Неандер 1856. године. Због значаја овог отркића Шмерлинг се сматра оснивачем палеонтологије.